# Sakari Kiuru

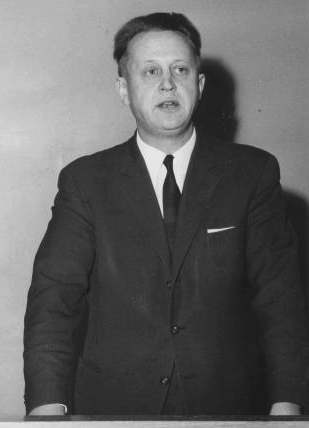
Sakari Kiuru år 1967.

Pentti Sakari Kiuru, född 18 april 1926 i Kauhajoki, död 11 november 2022 i Helsingfors, var en finländsk ämbetsman och generaldirektör. 
Kiuru blev politices magister 1951, verkade därefter som folkhögskolerektor och direktör vid Konsumtionsandelslagens centralförbund. Socialdemokraten Kiuru blev chef för Yle TV1 vid Finlands rundradio 1975. Han var radiobolagets generaldirektör 1980–1989 och profilerade sig genom sitt försvar för det nordiska kulturutbytet. Han var ledare för Nordvision 1976–1979 och ordförande i Finlands Unesco-kommission 1972–1986. Kiuru publicerade en rad böcker, bland annat memoarerna Sähköiset suhteeni (1992), Ikälisä (2000) och Lyhyin askelin (2004). Han blev pedagogisk hedersdoktor 2000.

## Utmärkelser
- Kommendörstecknet av Finlands Vita Ros’ orden[2]

[Redigera Wikidata]

### Uppslagsverk
- Kiuru, Sakari i Uppslagsverket Finland (webbupplaga, 2012). CC-BY-SA 4.0